# Цинкит
Цинки́т (красная цинковая руда) — редкий минерал класса простых окислов, оксид цинка.
Назван цинкитом в 1845 году австрийским минералогом В. Хайдингером (нем. Wilhelm Ritter von Haidinger) из-за того, что в его состав входит цинк.

## Свойства
Образуется в скарнах, имеет контактово-метасоматическое происхождение. Кристаллы встречаются редко, обычно проявляется в виде зернистых агрегатов, вкраплений. Часто залегает вместе с виллемитом, кальцитом, родонитом, франклинитом. Является полупроводником. В ультрафиолете может флюоресцировать оранжевым цветом. Является рудой цинка (в своём составе содержит 80,3 % цинка).

## Месторождения
Добывается в США (Нью-Джерси), встречается также в Испании, Польше, Австралии (Тасмания), Германии.

## Применение
Из-за того, что минерал встречается редко, практического значения как руда цинка он не имеет. Очень ценится коллекционерами, может применяться как поделочный камень в ювелирном деле. Производят также синтетический цинкит.